# Флойд, Кристиане
Кристиане Флойд (нем. Christiane Floyd, урожденная Ридль (Riedl); род. 26 апреля 1943) — австрийский учёный в области компьютерных наук. В 1978 стала первой женщиной-профессором информатики в Германии. Пионер эволюционного программного дизайна совместной разработки — предшественника разработки программ с открытым кодом.

## Биография
Кристиане Ридль изучала математику в Венском университете, где в 1966 году получила звание доктора наук. С 1966 по 1968 год работала системным программистом с компилятором ALGOL 60 в Siemens в Мюнхене. В 1968—1973 годах работала исследователем и лектором в отделении компьютерных наук Стэнфордского университета в Соединенных Штатах.
В 1973 году начала работать в мюнхенской компании программного обеспечения Softlab, где была старшим консультантом и занималась разработкой и демонстрацией Maestro I — первого интегрированного в среду разработки программного обеспечения.
В 1978 году Флойд стала полным профессором программирования в Берлинском техническом университете, первой женщиной-профессором в области компьютерных наук в Германии. С 1991 года возглавляла группу программирования в Гамбургском университете. Флойд и ее группа сделали один из первых концептуальных шагов в методах совместного дизайна с моделью процессов STEPS («Software Technology for Evolutionary Participatory Systems development»). Флойд завершила работу в университете в 2008 году, оставшись профессором-эмеритом в Гамбурге. После этого принимала участие в проекте Венского технического университета под названием WIT («Wissenschaftlerinnenkolleg Internettechnologien»; Колледж интернет-технологий для женщин-аспирантов), который предлагает специализированную программу докторантуры для женщин в области компьютерных наук. 26 января 2012 года Кристиане Флойд стала почетным профессором Венского технического университета.
Была замужем за Робертом Флойдом и Петером Науром, оба — компьютерные ученые.